# Завхан (сомон)
Завхан (монг.: Завхан) — сомон аймаку Увс, Монголія. Площа 6,8 тис. км², населення 3,0 тис. Центр сомону селище Шарбулаг лежить за 1450 км від Улан-Батора, за 170 км від міста Улаангом.

## Рельєф
Рівнинна місцевість, піщані бархани, 1/3 території займають піски. Протікає річка Хунгий, багато неглибоких озер.

## Клімат
Клімат різко континентальний. Щорічні опади 100—150 мм, середня температура січня −23°С, середня температура липня +22°С.

## Природа
Водяться вовки, лисиці, корсаки, зайці.

## Корисні копалини
Сомон багатий на залізну руду та будівельні матеріали.

## Соціальна сфера
Є школа, лікарня, торговельно-культурні центри.